# La Trinchera
La Trinchera ist ein Corregimiento des Bezirks Soná in der Provinz Veraguas in Panama. Bei der Volkszählung im Jahr 2023 hatte es 1524 Einwohner. Das Corregimiento erstreckt sich über eine Fläche von 189,5 km².
Das Corregimiento wurde durch Gesetz Nr. 3 vom 6. Februar 2018 geschaffen.

## Orte
Im Corregimiento La Trinchera befinden sich folgende Orte:
- Borracherón
- Catecito
- Cañacita
- Chumical
- Dos Bocas
- El Balso
- El Jagua
- El María
- Filo Grande
- La Peñas
- Los Sitios
- Paso Hondo
- Salitre
- San Andrés
- San Juan
- Trinchera
- Zancudo